# 나투리 노튼

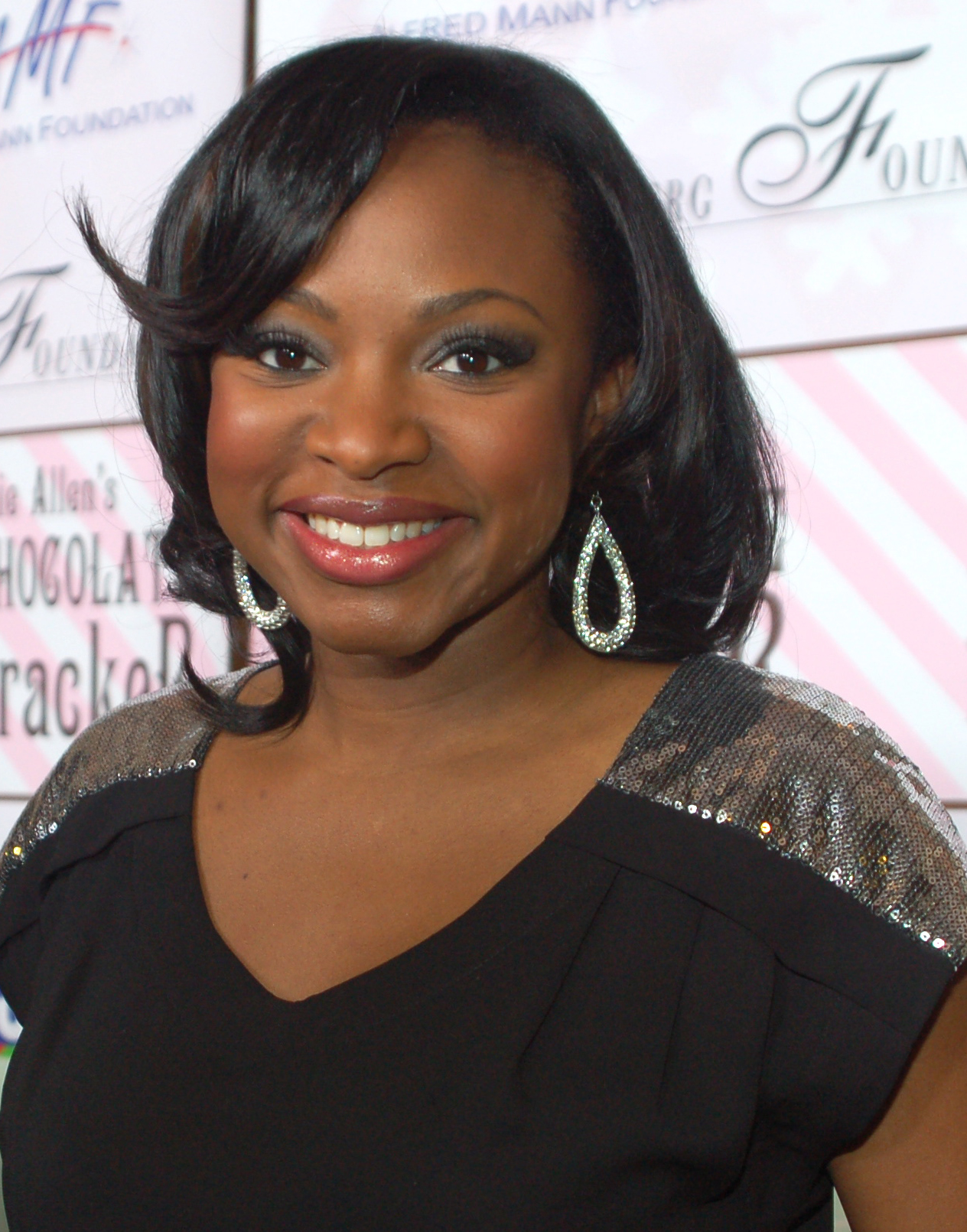

나투리 노튼(Naturi Naughton, 1984년 5월 20일 ~ )는 미국의 배우, 가수, 작곡가 겸 작사가, 음악가, 텔레비전 배우, 영화배우이다.
이스트오렌지에서 태어났다.

## 방송
- 파워 시즌6
- 파워 시즌5
- 파워 시즌4
- 파워 시즌3
- 파워 시즌2